# Tony Gakens
Tony Gakens (Geetbets, 27 de novembre de 1947) és un ciclista belga, que fou professional entre 1970 i 1978.

## Palmarès
- 1969
  - Vencedor d'una etapa a la Volta a Bèlgica amateur
- 1970
  - Vencedor d'una etapa a la Volta a Limburg amateur
- 1972
  - 1r a la Brussel·les-Ingooigem
- 1975
  - 1r a la Acht van Chaam